# Hay un traidor en la T.I.A.
Hay un traidor en la T.I.A. est une bande dessinée espagnole illustrée par Francisco Ibáñez, appartenant à la franchise Mortadel et Filémon, éditée en 1983.

## Synopsis
Les plans mis au point par la T.I.A. pour protéger les hauts fonctionnaires tournent mal et échouent toujours, l'ennemi étant toujours au courant. Le Super envoie Mortadel et Filémon enquêter sur tous les agents de la T.I.A. car il pense qu'il y a un traître. Mortadel et Filémon commencent donc une longue enquête déguisée sur tous les agents. Les erreurs se succèdent car ils soupçonnent tous les membres de l'organisation : le Pr Bacterio, Ofelia, le Super et même Mortadel et Filémon en viennent à se soupçonner l'un l'autre. Ils finissent par céder et demandent au Super des informations sur la façon dont les messages sont transmis. 
Il s'avère que le Super communique les plans secrets à l'agent de liaison par la fenêtre, de sorte que tous les espions découvrent ses plans à l'avance, ce qui met en colère le duo, qui décide de punir l'incompétence du Super en l'attachant à une roue hydraulique, en lui mettant un bonnet d'âne sur la tête et un cactus qui le pique par l'arrière.

## Adaptation
La bande dessinée est adaptée dans son intégralité dans un épisode de la série télévisée consacré aux personnages sous le titre Il y a un traitre à la T.I.A.